# イーガー・ラッシュ
Eager Lush（イーガー・ラッシュ） は、アメリカ在住の日本人キーボーディスト・作詞家・作曲家である。別名義、および本名はFumitake Igarashｉ、五十嵐文武。

## 来歴
幼少の頃からエレクトーンとピアノを嗜み、1997年にはヤマハ全日本エレクトーンコンクールで銀賞を受賞している。
20歳で単身渡米し、バークリー音楽大学に奨学生として入学。在学中に出逢ったゴスペルミュージックに多大な影響を受け、現在はマサチューセッツ州にあるチャールズストリート・アフリカンメソジスト聖公会（en:Charles Street African Methodist Episcopal Churchにて2006年からアジア人では珍しい黒人教会のアシスタント∙ミュージックディレクター／チャーチオルガニストとして籍を置き、二つのクワイアを率いている。
日本ではミスターミュージックから作曲家として数有る企業CMの作詞・作曲を手掛け、2006年に名古屋での愛・地球博では松任谷由実、FAR EAST RHYMERS、韓国からMC Sniperをフィーチャリングした楽曲「Nocking at the door」の作詞・作曲を手掛ける。2008年にはボストン・レッドソックスの岡島秀樹投手の入場曲「Okajima Oki-doki」の作詞・作曲を手掛けた。キーボーディストとしても数々のジャズフェスティバルやSUMMER SONIC等のコンサートにも出演、ブライアン・マックナイト、JUJU、松任谷由実のバックステージにも携わっている。現在は参加したプロジェクトは全て本名でクレジットしている。

## 作品 （作詞・作曲）

### 企業
- アヲハタ
  - 『アヲハタ 55ジャム』
- アクサ生命
  - 『アクサ生命が保険をくるりと変える。』篇
  - 『アクサの「収入保障」のがん保険。』篇
- イエローハット
  - 『2011冬　イエローハット　ダンス　篇』
  - 『YellowHat イエローハット Yellow Generation篇』
  - 『YellowHat イエローハット ウルトラスタイリッシュ篇』
  - 『タイヤ・オイル・バッテリー 3人篇』
- イオンリテール
  - 『AEON ゆうゆう感謝デー』
- ECC外語学院
  - 『サティスファクション　編』
- SMBC日興証券　
  - イチロー　『Take me to the ball game』
- NEC
  - 『MEDIAS (WEB)』
- NTTドコモ
  - 『料金「ドコモにのりかえ割」篇』
  - 『しゃべってコンシェル』
  - 『NTT DOCOMO Xi』
- NTT東日本
  - フレッツ光『みんなに光をあげたい』篇
  - フレッツ光『先生に光をあげたい』篇
  - フレッツ光『おじいちゃんに光をあげたい』篇
- MTV
  - UStop20カウントダウン
- LGエレクトロニクス
  - ジャパンモデルL-02B『宣言』篇
  - ジャパンモデルL-02B『回転木馬』編
- 大塚製薬
  - SOYJOY 『屋上でヨガ』篇
- キユーピー
  - 『キユーピーハーフ「タルティーヌ」篇』
  - キユーピーマヨネーズ『サンドイッチと恐竜』
  - キユーピーマヨネーズ『セロリと壁』
  - キユーピーマヨネーズ『カロリーハーフ』
- 杏林製薬
  - 『BABY's Milton 』
- グーグル
  - 『NEXUS 7』
  - 『Google +』
- クノール食品
  - 『クノール®スープDELI　ランチマジック 篇 CM 2013』
- グリー
  - 『TOKIO 探検ドリランド篇』
  - 『TOKIO 英雄戦隊篇』
  - 『TOKIO TOKIOヘルプ篇』
  - 『TOKIO イノキング篇』
- コーセー
  - 『エスプリーク　ひんやりBB篇』
- コナミ
  - ワールドサッカー ウイニングイレブン 2010『トーレス、メッシ往復書簡篇』
- 三洋物産
  - CRギンギラパラダイス２　パワーVer CM　篇
- スタートトゥデイ
  - ZOZOTOWN『はじめまして』篇
- シャープ
  - 『AQOUS PHONE』
- 首都高速道路
  - 『距離別料金　篇』
- セイコー
  - 『Seiko Sports CM ただの数字じゃない。』
- セガ
  - プロサッカークラブをつくろう!6 『オシム篇』・『タイポ篇』
- ソフトバンク
  - ディズニーモバイル『DM009SH』
- ソニー
  - 『Vaio inspiration suite　編』
  - 液晶テレビ『BRAVIA』（オンライン広告用）
- ソニーモバイルコミュニケーションズ
  - 『Xperia 「タイムシフト」篇 』
  - 『Xperia 「「ARエフェクト」篇 』
  - 『ドコモ Xperia A エクスペリアエース「Backlight Dance篇」』
  - 『ドコモ Xperia A エクスペリアエース「One-touch Music篇」』
  - 『ドコモ Xperia A エクスペリアエース「Picture Effect篇」z』
  - 『Xperia LEDダンス篇』
  - 『Xperia デュアルダンス篇』
  - 『Xperia ウォーターストリート篇』
  - 『Xperia スラックライン篇』
  - 『Xperia ダブルダッチ篇』
  - 『Xperia 異種競技対戦篇』
  - 『Xperia マーシャルアーツ篇』
- 武田薬品工業
  - アリナミンV　『Vクルー　佐藤さん　篇』
- ダスキン
  - ミスタードーナツ『米粉ドーナッツ』
- 東芝
  - 『dynabook R731/38D「ダイナー」篇』
  - 『REGZA TABLET　AT300』
- トヨタ自動車
  - 『カローラフィールダー』
- 日清食品
  - 『カップヌードル　サムライ in ニューヨーク篇』
  - 『カップヌードル　サムライ in ブラジル篇』
- 日本コカコーラ
  - 『からだすこやか茶W　寿司篇』
  - 『コカコーラ　ネームボトル　デビュー篇』
  - アクエリアス　ビタミンガード
    - 『綾瀬はるか- 欲張りはキモチいい』篇
    - 『初夏』篇
    - 『秋』篇

  - アクエリアス　ゼロ
- 日本たばこ産業
  - 『ひとのときを、想う。』
  - 「とある家族／笑顔の家族」篇
  - 「とある家族／父子の会話」篇
  - 「とある家族／母のバレー・父の王手」篇
  - 「とある家族／娘のドジ・父の感心」篇
  - 　JTマーヴェラス篇
- 日本ビクター
  - フラットテレビ『EXE』
- ネスレ日本
  - ネスカフェ　エクセラ『ネスカフェ&ヘルシーライフ 登場』篇
  - ネスカフェ　エクセラ『アイスコーヒー』篇
- パルコ
  - 『あたたかいーはーしあわせ　篇』
  - 『オンラインモール　リニューアル　篇』
- 富士フイルム
  - 『 ビューティー＆エナジードリンク ビューティーファイター「シルエット」篇』
- 富士紡ホールディングス
  - 『「情熱のサルサ」篇  』
  - 『「魅惑のサルサ」篇  』
  - B.V.D.（英語版）『ウエンツ瑛士　Light篇』
  - B.V.D.『ウエンツ瑛士　今日のウエンツは篇』
- 不二家
  - 『カントリーマアム　寒くなったら』
  - 『カントリーマアム　マアム犬』
- マツダ
  - 『MAZDA ビアンテ』
  - 『SKYACTIV TECHNOLOGY MAZDA CX-5 Japan』
  - 『デミオ　 特別仕様車登場　篇』
- マネーパートナーズ
  - マネーパートナーズ『ペンギンとマンハッタン』
- 明治
  - 『明治ボーノチーズ』
- モスフードサービス
  - 『モスのある街（宣言）篇』
  - 『もっとあなたのモス（活動）篇』
- モンデリーズ・ジャパン
  - 『ストライド　集中力を持続せよ篇』
  - 『クロレッツ　スパークオン』
- ユニクロ
  - 『「本田圭介／将来の夢」篇』
- ユニバーサル・スタジオ・ジャパン
  - 『2013 クリスマス編 』
  - 『ユニバーサル・サプライズ・ハロウィーン2013 』
  - 『USJ年間パス　編 』
- ロート製薬
  - 『ロートCキューブ　KARA篇』
  - 『ロートCキューブ　KARA篇　サマーバージョン』
- ロフト
  - 2009ハロウィーン篇
  - 2010バレンタイン篇
  - 2010ホワイトデー編
- YKK AP
  - 『映画と窓』
  - 『文学と窓』

### 人物
- 岡島秀樹
  - 入場曲『Okajima Oki-doki』
- TATAMI
  - NU-CLA-SICK（アルバム）
  - Moonlight
  - Joyful（ビクターフラットTV 『EXE』CMソング）
  - I don't want
  - This can't be wrong
  - Knockin' at the door（松任谷由実feat. Rayder Ellis)
  - Anniversary（シングル）
  - Anniversary (feat. Kaolin)
  - Tell me why (feat. Kaolin)
  - Lovers at Fenway Park（アルバム）
  - Okajima Oki-doki（ボストン・レッドソックス、岡島秀樹投手の入場曲）
  - It's Alight (feat. Christphor Vu)
  - So Para Min (feat. Vilar Sobral)
  - Green Monster（feat.Kinashi Nduna)
- 松任谷由実
  - Nockin' at the door
    - （日本語バージョン feat. Far East Rymers）
    - （英語バージョン　feat. Rayder Ellis）
    - （韓国語バージョン　feat. MC sniper）

## エピソード
- イーガー・ラッシュという名前は、ミスターミュージック代表の吉江一男が当人の名字をもじって付けた名前。
  - 本人は吉江が冗談で言っているんだろうと思っていたが、作曲をするうち当人の知らない所で名前が定着したため、今ではやむを得ないと思っており、海外やその他の仕事では本名でクレジットしている。
- 在学中は同期のミュージシャン曰く『無駄にピアノが弾ける』と評された。
- 一時期はジャズピアニストを目指しており、ジョージ・デューク、エイブラハム・ラボリエルやレイラ・ハサウェイと共演。交流のあった小曽根真、上原ひろみやSOFFetには、バークリー音楽大学在学中から尊敬の念を抱いている。